# Erdölleitung Freundschaft

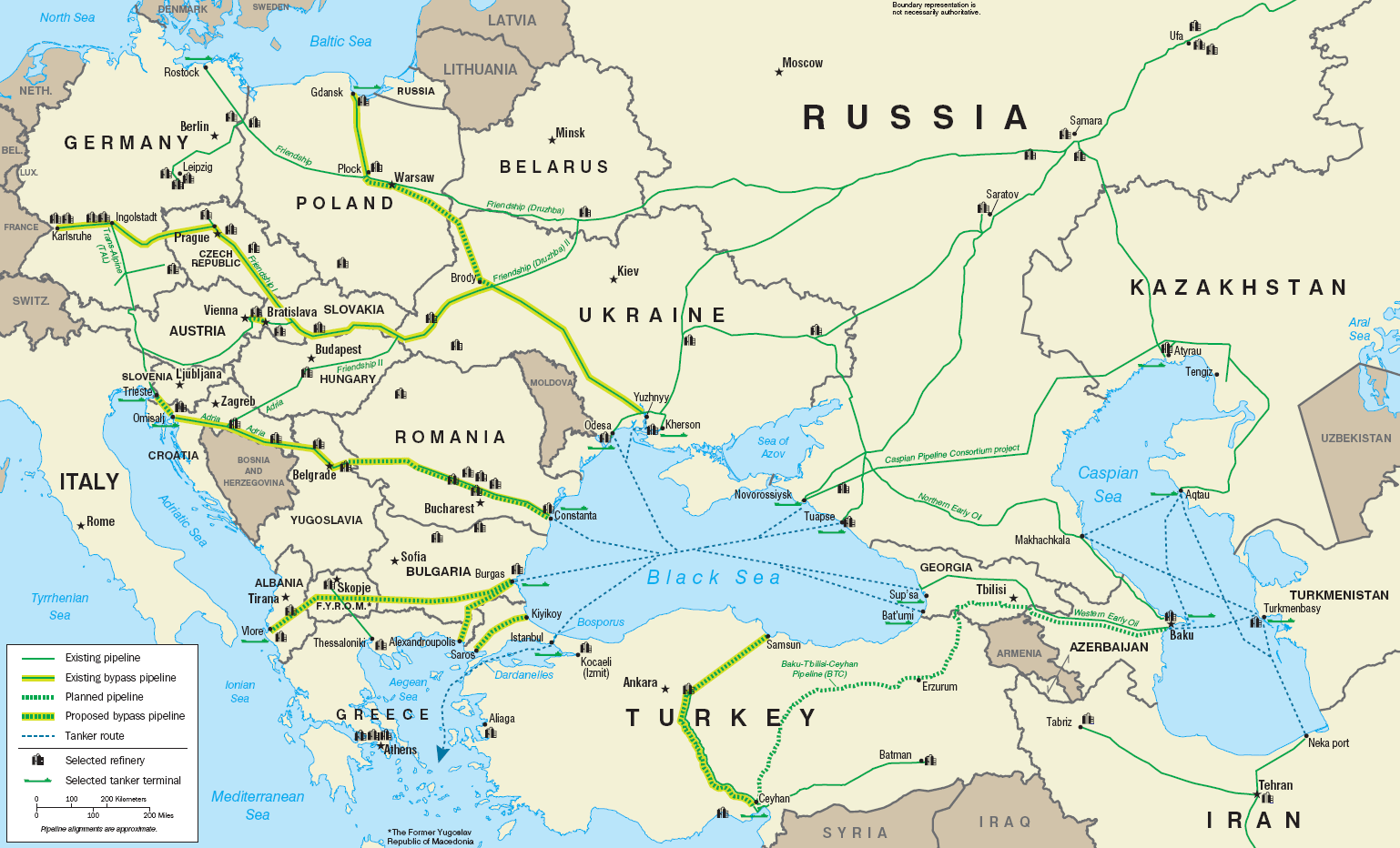
Existierende und geplante Erdölleitungen in Europa

Die Erdölleitung Freundschaft oder Druschba-Pipeline (nach dem russischen Wort Дружба, transliteriert Družba) ist eine Pipeline für Rohöl, die die russischen Ölfelder mit Raffinerien in Ost- und Mitteleuropa verbindet. Sie hat eine Transportkapazität von 2,5 Mio. Barrel pro Tag.
Die Pipeline wurde von 1959 bis 1964 von den damaligen RGW-Staaten errichtet. Sie beginnt in Almetjewsk in Tatarstan und gabelt sich bei Masyr in Belarus in einen Nordstrang, der über Polen bis nach Deutschland reicht, und einen Südstrang („II“), der über die Ukraine die Slowakei, Tschechien und Ungarn versorgt.
Später wurde die Leitung eingangsseitig weiter nach Osten bis zu den westsibirischen Erdölquellen in der Oblast Tjumen verlängert. Damit erreichte ihre Länge bis zur deutschen Grenzstadt Schwedt 5327 Kilometer. Die Gesamtlänge des Systems ist 8900 km.
Sie wird vom Unternehmen Transneft betrieben, in Belarus durch Gomel Transneft, in Polen durch PERN.

## Geschichte

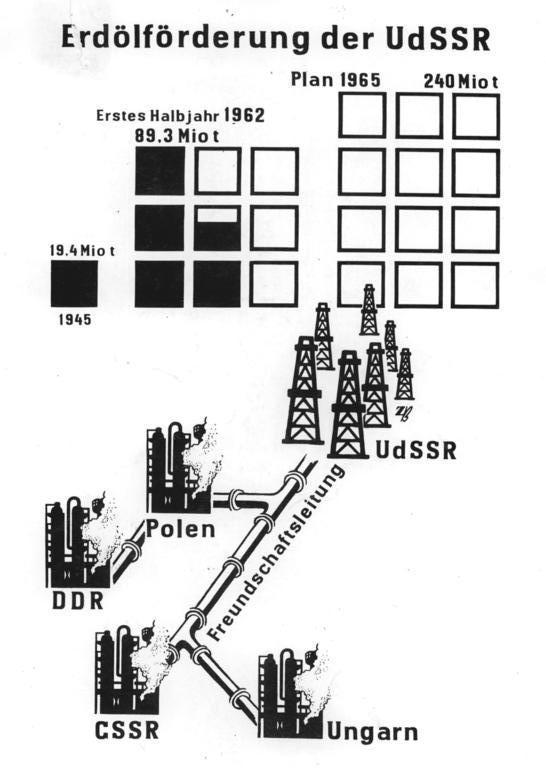
Erdölförderung in der Sowjetunion 1962

Am 11. Dezember 1958 wurde auf der X. Tagung des Rates für gegenseitige Wirtschaftshilfe (RGW) in Prag der Bau einer Erdölleitung beschlossen. Am 17. Juli 1963 erreichte die Erdölleitung das EVW (Erdölverarbeitungswerk, die heutige PCK-Raffinerie) in Schwedt an der Oder (damals DDR). Am 18. Dezember 1963 eröffnete Walter Ulbricht die Leitung offiziell.
Fünf Jahre später war die Pipeline an ihrer Kapazitätsgrenze; daher wurde die größere Družba-2 mit bis zu 1220 Millimeter Innendurchmesser geplant und 1974 parallel zur Družba-1 verlegt. Die letzte Strecke in der DDR wurde 1981 in Betrieb genommen. Heutige Abnehmer in Deutschland sind Unternehmen in Schwedt, Böhlen und Leuna.
Das Erdöl aus der Sowjetunion wurde mittels Tauschhandel bezahlt, während die DDR auf dem Weltmarkt gegen Devisen daraus hergestellte Erdölprodukte verkaufte. In der zweiten Hälfte der 1970er Jahre, nach der ersten Ölpreiskrise, erhöhte die Sowjetunion den Ölpreis für ihre osteuropäischen Abnehmer; Anfang der 1980er Jahre senkte sie die jährlich gelieferte Rohölmenge von 19 auf 17 Millionen Tonnen.
Im russisch-belarussischen Energiestreit sperrte der Betreiber Transneft am 8. Januar 2007 vorübergehend den Beginn der Pipeline, um die Regierung von Belarus zur Aufgabe der geplanten Transitsteuer in den Westen zu zwingen. Unter den Erdöl-Abnehmern waren davon vor allem Polen, Tschechien, Ungarn und Deutschland betroffen. Für die deutsche Bundesregierung (Kabinett Merkel I) war dies ein neuerlicher Anlass, die Abhängigkeit von Russland (ein Fünftel des Bedarfs) zu verringern, das die Energiecharta von 1994 nicht ratifiziert hatte. Nach zwei Tagen nahm Belarus die Transitsteuer für russisches Öl wieder zurück und am nächsten Morgen erreichte Deutschland wieder Öl durch die Pipeline. Utz Claassen, damals Vorstandschef von EnBW, sagte: „Dieser Konflikt um Weltmarktpreise zwischen Russland und Belarus hat keine spürbaren Auswirkungen auf Deutschland. Anders als beim Gas haben wir beim Öl viele alternative Bezugsquellen und vielfältige Lager- und Transportmöglichkeiten.“ Wegen des Kalistreits 2013 zwischen Uralkali (Russland) und Belaruskali (Belarus) um die plötzliche Auflösung eines Kartells kürzte Russland die Lieferungen durch die Pipeline um ein Viertel (400.000 t/Monat ?), was mit Wartungsarbeiten begründet wurde.
Im April 2019 wurden die Lieferungen gestoppt, da die Grenzwerte für organisches Chlor(id) zehnfach überschritten waren. Dieses wird bei der Ölförderung zugesetzt und muss vor dem Transport wieder herausgefiltert werden.
Am 24. Februar 2022 begannen russische Streitkräfte einen völkerrechtswidrigen Angriffskrieg gegen die Ukraine. Im März 2014 hatten sie bereits die Krim besetzt und im April 2014 den Krieg im Donbass begonnen.
Deutschland bezieht seit 2023 über die Druschba-Pipeline kein Erdöl mehr aus Russland, sondern aus Kasachstan: 993.000 Tonnen 2023 und 1,5 Millionen Tonnen 2024.
Am 12. Oktober 2022 wurde 70 km entfernt von der zentralpolnischen Stadt Płock in der nach Deutschland führenden Hauptleitung ein Leck entdeckt. Die Durchleitung wurde gestoppt; ausgetretenes Öl wurde aus einer Mulde entfernt.
PERN meldete, dass am 5. August 2023 in der Nähe von Chodecz (Zentralpolen) ein Leck entdeckt und der Öltransport abgestellt wurde.
Im August 2025 griffen Streitkräfte der Ukraine mit Drohnen eine Pump-Station in Russland an. Der ungarische Außenminister Szijjártó nannte dies einen 'empörenden Schlag gegen die Energiesicherheit Ungarns'. 
Die Öllieferungen durch die Druschba-Pipeline waren nur kurz unterbrochen: Ungarn gab am 19. August bekannt, dass wieder Öl fließt und die Slowakei einige Stunden später.

## Verlauf
Die Erdölleitung transportiert das Erdöl aus Russland über drei Stränge nach Westeuropa. In Masyr in Belarus teilt sich die Leitung in einen nördlichen und einen südlichen Strang. Der Nordstrang verläuft durch Polen bis nach Deutschland in die Nähe von Schwedt/Oder zur heutigen PCK-Raffinerie und besteht aus zwei parallel verlaufenden Rohren. Der Südstrang verzweigt sich in der Ukraine nahe dem Dreiländereck Ukraine/Ungarn/Slowakei nochmals, wobei der Nordzweig durch die Slowakei nach Tschechien führt und der Südzweig über Ungarn Verbindung zur Adria-Pipeline hat. Der Nordzweig hat eine Kapazität von 1 Million Barrel pro Tag und der Südzweig 1,2 Mio. bl/d.

## Nutzung
Die deutschen Hauptnutzer der Pipeline waren die PCK-Raffinerie in Schwedt und die Total Raffinerie Mitteldeutschland in Leuna, die über eine Pipeline der Mineralölverbundleitung Schwedt an die Erdölleitung Freundschaft angeschlossen ist. Transportiert wurden bis 2022 nach Schwedt jährlich ca. 22 Millionen Tonnen westsibirisches Erdöl, wobei PCK etwa 12 Millionen Tonnen davon verarbeitete. 
Mit dem Importstopp von russischem Erdöl ab 1. Januar 2023 wurde die Einfuhr nach Deutschland über die Pipeline beendet.
Daneben stellte die Regierung Russlands im Februar 2023 die Durchleitung von Erdöl nach Polen ein.
An der Pipeline sind in Belarus die Raffinerien Mozyr und Naftan angeschlossen, in Polen die Raffinerien in Płock und Danzig, in der Slowakei die Slovnaft-Raffinerie in Bratislava und in Tschechien die Raffinerien Litvínov und Kralupy, sowie die Duna-Raffinerie in Ungarn.